# اقلیم حاره‌ای

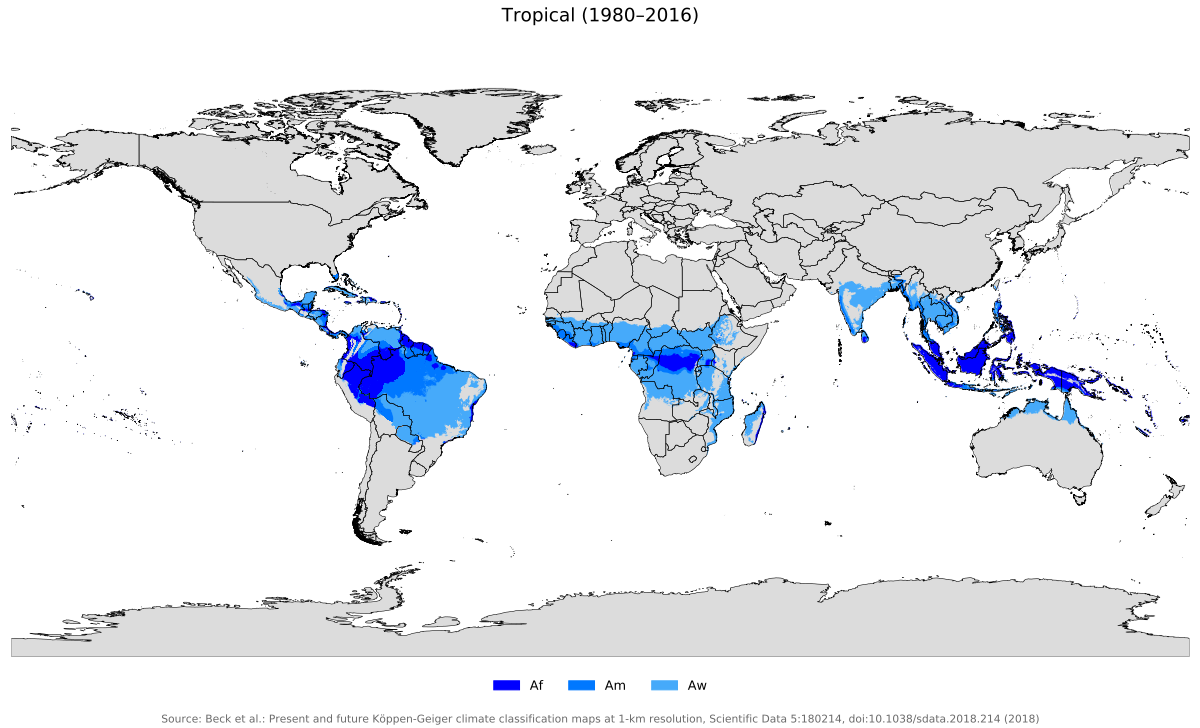
مکان‌های دارای اقلیم حارّه‌ای، به‌همراه انواع زیرمجموعه این اقلیم، علامت‌های اختصاری هر نوع اقلیم در سامانه طبقه‌بندی اقلیمی کوپن در پرانتز آمده و استوا برجسته شده است:

اقلیم حارّه‌ای (به انگلیسی: Tropical climate) یا آب و هوای حارّه‌ای که آب و هوای گرم و مرطوب نیز نامیده می‌شود، نوعی اقلیم است که در مناطق مدارگان (حارّه) وجود دارد. در طبقه‌بندی اقلیمی کوپن اقلیم حارّه‌ای با حرف A نشان داده می‌شود و جزء اقلیم‌های غیرخشک است. در این اقلیم دوازده ماه سال دارای دمای میانگین دست‌کم ۱۸ درجهٔ سانتیگراد است. برخلاف عرض‌های جغرافیایی میانی که در طول سال در آنها اختلاف طول روز و اختلاف دمای بسیاری وجود دارد، دمای مناطق حارّه‌ای در طول سال نسبتاً یکسان است و اختلاف فصل‌ها فقط در میزان بارندگی است.
معمولاً فقط دو فصل در اقلیم حارّه‌ای وجود دارد: یک فصل مرطوب (بارانی/مونسون) و یک فصل خشک. بازه تغییر دمای سالانه در آب و هوای حاره‌ای معمولاً بسیار کوچک و تابش نور خورشید در این اقلیم‌ها شدید است.
سه نوع اصلی اقلیم حارّه‌ای در گروه اقلیم استوایی وجود دارد: اقلیم جنگل‌های بارانی حاره‌ای (Af)، اقلیم موسمی حاره‌ای (Am) و اقلیم گرم‌دشت حاره‌ای یا اقلیم خشک و مرطوب حارّه‌ای که اقلیم ساوان حارّه‌ای نیز نامیده می‌شود. در اقلیم گرم‌دشت حارّه‌ای نماد Aw نشان‌دهنده مناطق با زمستان خشک و نماد As نشان‌دهنده مناطق با تابستان خشک است. این دو نوع زیراقلیم، بر اساس میزان بارش و میزان بارش خشک‌ترین ماه در آن مناطق طبقه‌بندی و متمایز می‌شوند.

## طبقه‌بندی اقلیمی کوپن
سامانه طبقه‌بندی اقلیمی کوپن یکی از پرکاربردترین سامانه‌های طبقه‌بندی اقلیمی است. این سامانه، اقلیم حارّه‌ای را به عنوان منطقه‌ای تعریف می‌کند که میانگین دمای سردترین ماه آن بیشتر یا برابر با ۱۸ درجه سانتیگراد (۶۴٫۴ درجه فارنهایت) باشد و به‌دلیل مطابقت‌نداشتن با معیارهای اقلیم گروه B (نیمه‌خشک و بیابانی)، آن‌ها به عنوان گروه A (گروه اقلیم حارّه‌ای) طبقه‌بندی می‌کند.
مناطق دارای اقلیم گروه A معمولاً در مدارگان (مناطق پایین‌تر از ۲۳٫۵ عرض جغرافیایی در هر دو نیم‌کره جنوبی و شمالی) یافت می‌شوند و شامل مناطقی در اطراف استوا، آمریکای مرکزی، بخش‌های شمال مرکزی آمریکای جنوبی، آفریقای مرکزی، بخش‌های جنوبی آسیا و بخش‌هایی از شمال استرالیا و جزایر اقیانوس آرام هستند.
سه نوع اصلی اقلیم در گروه A وجود دارد: اقلیم جنگل‌های بارانی حاره‌ای (Af)، اقلیم موسمی حاره‌ای (Am) و اقلیم گرم‌دشت حاره‌ای (Aw یا As). هر سه دسته در این اقلیم بر اساس بارش (P) خود طبقه‌بندی می‌شوند و Pdry نشان‌دهنده بارش در خشک‌ترین ماه سال است. در اقلیم جنگل‌های بارانی حاره‌ای، Pdry باید بزرگ‌تر یا مساوی ۶۰ میلی‌متر (۲٫۴ اینچ) باشد. در اقلیم موسمی حاره‌ای، Pdry باید در محدوده‌ای بین {\displaystyle (100-{\tfrac {mean\ annual\ precipitation\ in\ mm}{25}})} تا ۶۰ میلی‌متر (۲٫۴ اینچ) باشد. در اقلیم گرم‌دشت حاره‌ای یا اقلیم ساوانا نیز Pdry باید کمتر از {\displaystyle (100-{\tfrac {mean\ annual\ precipitation\ in\ mm}{25}})} باشد.

اقلیم جنگل‌های بارانی حاره‌ای

## زیست‌بوم اقلیم حارّه‌ای

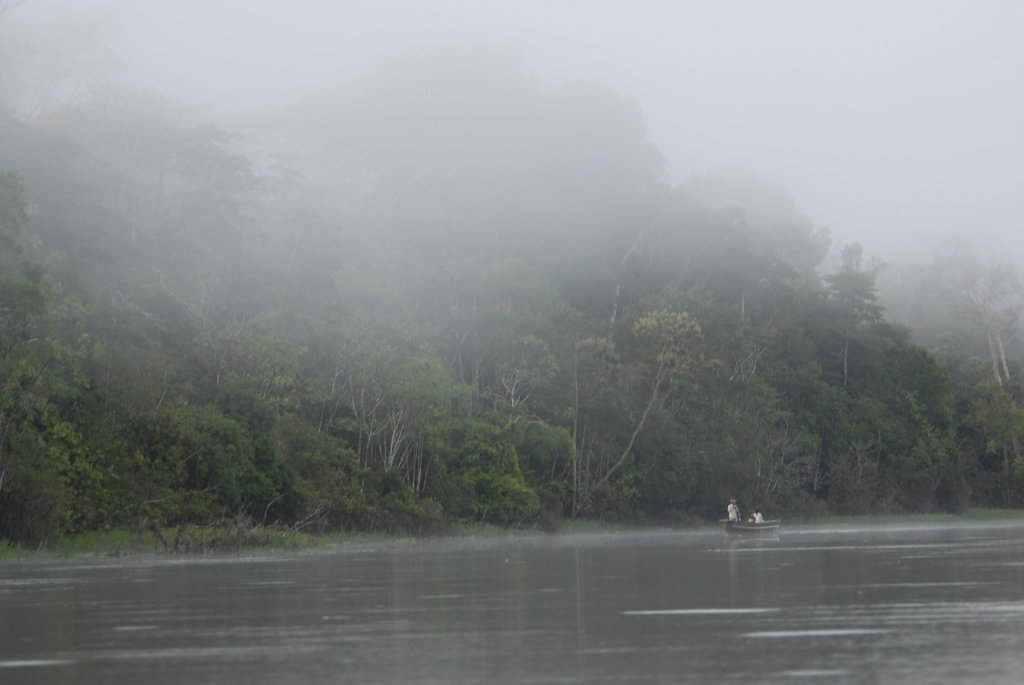
جنگل‌های بارانی آمازون در پرو.

اقلیم‌های حارّه‌ای معمولاً فقط دو فصل دارند، یک فصل مرطوب و یک فصل خشک. بسته به موقعیت منطقه، فصل مرطوب و خشک می‌تواند مدت زمان متفاوتی داشته باشد. تغییرات دمای سالانه در مناطق مدارگان اندک است. با توجه به درجه حرارت بالا و بارندگی فراوان، زندگی گیاهی در تمامی طول سال رشد می‌کند. دما و رطوبت بالا مناسب‌ترین محیط برای رشد گیاهان هوازی است. در بسیاری از اقلیم‌های حاره‌ای، پوشش گیاهی به صورت لایه‌های زیر رشد می‌کند: درختچه‌ها در زیر درختان بلند، بوته‌ها در زیر درختچه‌ها و علف‌ها در زیر بوته‌ها.
گیاهان مناطق حارّه از نظر منابعی مانند قهوه، کاکائو و روغن نخل، غنی هستند. در زیر انواع پوشش گیاهی منحصر به فرد برای هر یک از سه اقلیم که زیست‌بوم اقلیم حاره‌ای را تشکیل می‌دهند، ذکر شده است.

### پوشش گیاهی طبیعی
پوشش گیاهی جنگل‌های بارانی حارّه‌ای شامل گونه‌هایی مانند بامبوی بنگال، گل کاغذی، کورار، نارگیل، خارگیل و موز است.
پوشش گیاهی اقلیم موسمی حارّه‌ای شامل درخت ساج، سدر مقدس، چوب صندل و بامبو است.
پوشش گیاهی اقلیم خشک و مرطوب حارّه‌ای (ساوانا) شامل سنگالیا سنگال و اکالیپتوس است.

## اقلیم جنگل‌های بارانی حارّه‌ای
در سامانه طبقه‌بندی اقلیمی کوپن، اقلیم جنگل‌های بارانی حاره‌ای یا پهنه Af (حرف f از واژه آلمانی "feucht" برای مرطوب گرفته‌شده) معمولاً فقط در محدوده ۵ تا ۱۰ درجه عرض جغرافیایی در شمال و جنوب خط استوا وجود دارند. اقلیم جنگل‌های بارانی حاره‌ای دمای بالایی دارد و میانگین دمای سالانه معمولاً بین ۲۱ درجه سانتیگراد تا ۳۰ درجه سانتیگراد (۷۰ درجه فارنهایت تا ۸۵ درجه فارنهایت) است میزان بارندگی می‌تواند به بیش از ۱۰۰ اینچ در سال برسد. فصل‌ها به‌طور مساوی در طول سال توزیع شده‌اند و تقریباً هیچ دوره خشک‌سالی در اینجا وجود ندارد مناطق دارای اقلیم جنگل‌های بارانی حاره‌ای، عمدتاً شامل بخش‌های شمالی حوضه آمازون در آمریکای جنوبی، حوضه زئیر شمالی (کنگو) در آفریقا و جزایر هند شرقی است.
اقلیم جنگل‌های بارانی حارّه‌ای با سایر زیرگروه‌های اقلیم حارّه‌ای متفاوت است زیرا به دلیل بارندگی، تنوع درختان بیشتری دارد. تعرق ناشی از وجود تعداد زیاد درختان باعث افزایش رطوبت آب و هوا می‌شود که فرایند تبخیر آب از سطح گیاهان زنده به جو است. گرما و بارش فراوان به شدت به تنوع ویژگی‌های پوشش گیاهی در اقلیم جنگل‌های بارانی حارّه‌ای کمک می‌کند. پوشش‌های گیاهی باعث ایجاد یک لایه‌بندی عمودی و اشکال مختلف رشد برای دریافت نور کافی خورشید می‌شوند که در سایر انواع اقلیم، غیرمعمول است.

## اقلیم موسمی حارّه‌ای
در سامانه طبقه‌بندی اقلیمی کوپن، اقلیم موسمی حارّه‌ای با بازه دمایی سالانه کوچک، دمای بالا و بارندگی فراوان مشخص می‌شود. این اقلیم همچنین دارای فصل خشک کوتاهی است که تقریباً همیشه در زمستان رخ می‌دهد. اقلیم موسمی حاره‌ای اغلب در کشورهای جنوب و جنوب شرق آسیا بین عرض‌های جغرافیایی ۱۰ درجه شمالی و مدار رأس‌السرطان دیده می‌شود. این اقلیم در غرب آفریقا و آمریکای جنوبی نیز یافت می‌شود. دمای سالانه مناطق با اقلیم موسمی حارّه‌ای نیز پایدار است.
اقلیم موسمی حارّه‌ای دارای ویژگی اصلی زیر است: میانگین سالانه دما در حدود ۲۷٫۰۵ درجه سانتی‌گراد (۸۰٫۶۹ درجه فارنهایت) است و بازه تغییرات میانگین دمای سالانه حدود ۳٫۶ درجه سانتیگراد (۲ درجه فارنهایت) است. تمایز بین فصل‌های مرطوب و خشک در اقلیم موسمی حاره‌ای به دلیل بارش غیر یکنواخت در طول سال با سایر اقلیم‌های حارّه‌ای متفاوت است. بارندگی در تابستان زیاد است و در زمستان فصل خشک کوتاهی رخ می‌دهد. این اقلیم دارای میانگین بارندگی سالانه ۳۴۰۹٫۲ میلی‌متر و بارش تابستانی ۳۱۱۵٫۹ میلی‌متر و بارش زمستانی ۲۹۳٫۳ میلی‌متر است.
سه فصل اصلی اقلیم موسمی حارّه‌ای وجود دارد: فصل خشک سرد از پاییز تا اواخر زمستان، فصل گرم و خشک در بهار و فصل بارانی یا مونسون در نزدیکی یا در طول ماه‌های تابستان است.
جنگل‌های موسمی حاره‌ای عمدتاً از سه ساختار لایه ای تشکیل شده است: لایه اول لایه سطحی است که لایه ای بسیار متراکم از بوته‌ها و علف‌ها است. لایه دوم، لایه زیراشکوب با درختانی به ارتفاع حدود ۱۵ متر است. بالاترین لایه، تاج‌پوش نامیده می‌شود که دارای درختانی از ۲۵ تا ۴۰ متر است و این درختان نزدیک به‌هم رشد می‌کنند، در حالی که در بالای آن لایه‌ای جدید با درختان پراکنده و بلندتر از ۳۵ متر است.

## اقلیم گرم‌دشت حارّه‌ای
اقلیم‌های گرم‌دشت حارّه‌ای (ساوانا) عمدتاً بین عرض‌های جغرافیایی ۱۰ درجه و ۲۵ درجه شمالی- جنوبی و اغلب در حاشیه‌های بیرونی مناطق حاره‌ای وجود دارند. مناطق اصلی این اقلیم شامل آفریقای مرکزی، بخش‌هایی از آمریکای جنوبی و همچنین شمال و شرق استرالیا است. محدوده دمایی اقلیم ساوانا بین ۲۰ تا ۳۰ درجه سانتی‌گراد (۶۸ تا ۸۶ درجه فارنهایت) است. در تابستان دمای بین ۲۵ تا ۳۰ درجه سانتی‌گراد است، در حالی که در زمستان دما بین ۲۰ تا ۳۰ درجه سانتی‌گراد است اما همچنان بالاتر از میانگین ۱۸ درجه سانتی‌گراد باقی می‌ماند. میزان بارندگی سالانه بین ۷۰۰ تا ۱۰۰۰ میلی‌متر است. خشک‌ترین ماه‌ها معمولاً در زمستان است و کمتر (اغلب بسیار کمتر) از ۶۰ میلی‌متر بارندگی دارند.
مناطق دارای اقلیم ساوانا معمولاً دارای زمین‌های مسطح پوشیده از پوشش گیاهی مرتعی و درخت‌زارها هستند. این زیست‌بوم‌های علفزاری تقریباً ۲۰ درصد از سطح زمین را می‌پوشانند. انواع پوشش گیاهی مرتعی شامل علف رودز، چمن جو دوسر قرمز، چمن ستاره‌ای و علف لیمو است.